# Museu Arqueològic de Salamina
El Museu Arqueològic de Salamina és un museu de Grècia situat a Salamina, una illa propera a Atenes, al golf Sarònic.

## Història del museu
El museu es troba en un edifici construït al s. XIX, que tingué funció d'escola fins al 1981. Els danys causats per terratrèmols feren que cessés en la seua funció. A partir del 1996 es rehabilità l'edifici i es condicionà per convertir-lo en museu. El museu va obrir les portes al públic el 2010.
Prèviament, havien dut les troballes de les excavacions de Salamina al Museu Arqueològic Nacional d'Atenes i, a partir de 1960, al del Pireu. Algunes troballes menys importants, juntament amb altres objectes tradicionals i altres que havia reunit Dimitris Pallas, es portaren a l'edifici de l'ajuntament de Salamina i, des de 1964, a l'anomenada «sala Eurípides». Al 1967 s'alçà al costat de l'església d'Agios Nikolaos un petit edifici que va servir com a museu arqueològic i s'hi transferiren els objectes, a més dels que eren al Museu Arqueològic Nacional d'Atenes, però uns anys després l'edifici fou considerat inadequat i portaren els objectes més importants al museu del Pireu.

## Col·leccions
El museu conté una col·lecció d'objectes provinents d'excavacions de l'illa de Salamina, a més de peces tradicionals donades per particulars. A més de l'àrea expositiva, conté laboratoris i magatzems.
L'exposició permet conéixer la història de l'illa des del Neolític fins a l'època dels primitius cristians.

### Èpoques prehistòriques
De l'època neolítica hi ha troballes procedents d'una cova de Peristeria, anomenada «cova d'Eurípides». És destacable una estatueta de marbre femenina que es considera precursora de les famoses figures ciclàdiques. Prop de l'entrada de la cova es trobà un temple de Dionís del període hel·lenístic, del qual procedeixen algunes ofrenes votives.
Les excavacions de Kanakia tragueren a la llum un important assentament que incloïa un complex palatí del període micènic. D'ací procedeix una sèrie de peces de ceràmica, figuretes i objectes d'ús quotidià de bronze i pedra. A més, és singular una placa de bronze d'una armadura de tipus oriental, amb un segell reial egipci de Ramsés II.
Una subsecció conté troballes provinents d'algunes necròpolis des de l'hel·làdic primerenc fins al submicènic. En particular, aquest darrer està representat pels objectes trobats en una gran necròpoli excavada prop de la base naval.

### Èpoques històriques
Pel que fa als períodes històrics, comença amb una sèrie de troballes procedents de tombes que abasten els anys compresos des del s. XI fins al VIII ae.
Tot seguit s'exposen peces dels períodes arcaic i clàssic del llogaret i necròpoli d'Ambelakia, així com de l'anomenada «tomba dels salaminis» —posterior a la famosa batalla de Salamina. És destacable un gran crater de figures roges amb una escena de simpòsium. Hi ha també aixovars funeraris amb objectes de bronze, decoratius, i peces de ceràmica procedents principalment d'enterraments femenins. Són destacables algunes ofrenes votives per a Cíbele i un relleu d'un simpòsium.
També hi ha una important col·lecció d'esteles funeràries amb inscripcions que donen informació sobre la composició de la població de l'illa i les seues creences.
Dels períodes hel·lenístic i romà són una altra sèrie de troballes tant d'Ambelakia com de Salamina. Són destacables una corona d'or i un espill de bronze amb un relleu d'Eros i Afrodita.
D'altra banda, hi ha una secció especial constituïda per la unitat dedicada a Salamina entre el mite i la història. S'hi exposen, d'una banda, aspectes relacionats amb el principal heroi mític de l'illa, Àiax el Gran, i representacions seues en peces de ceràmica. D'altra banda, es mostren aspectes relacionats amb la famosa batalla de Salamina, i amb l'organització administrativa de la ciutat durant la seua història.

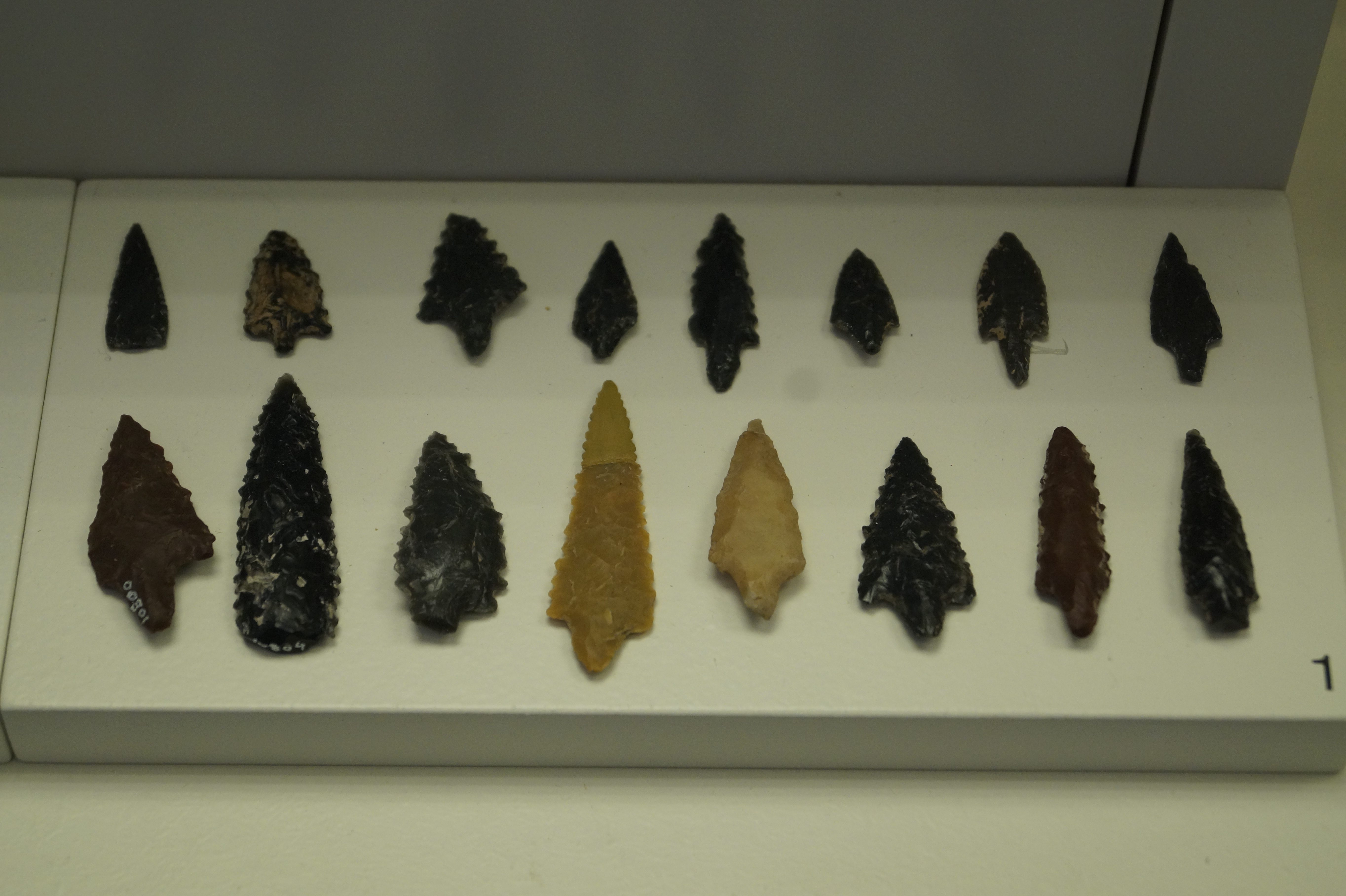
Puntes del Neolític de la cova d'Eurípides
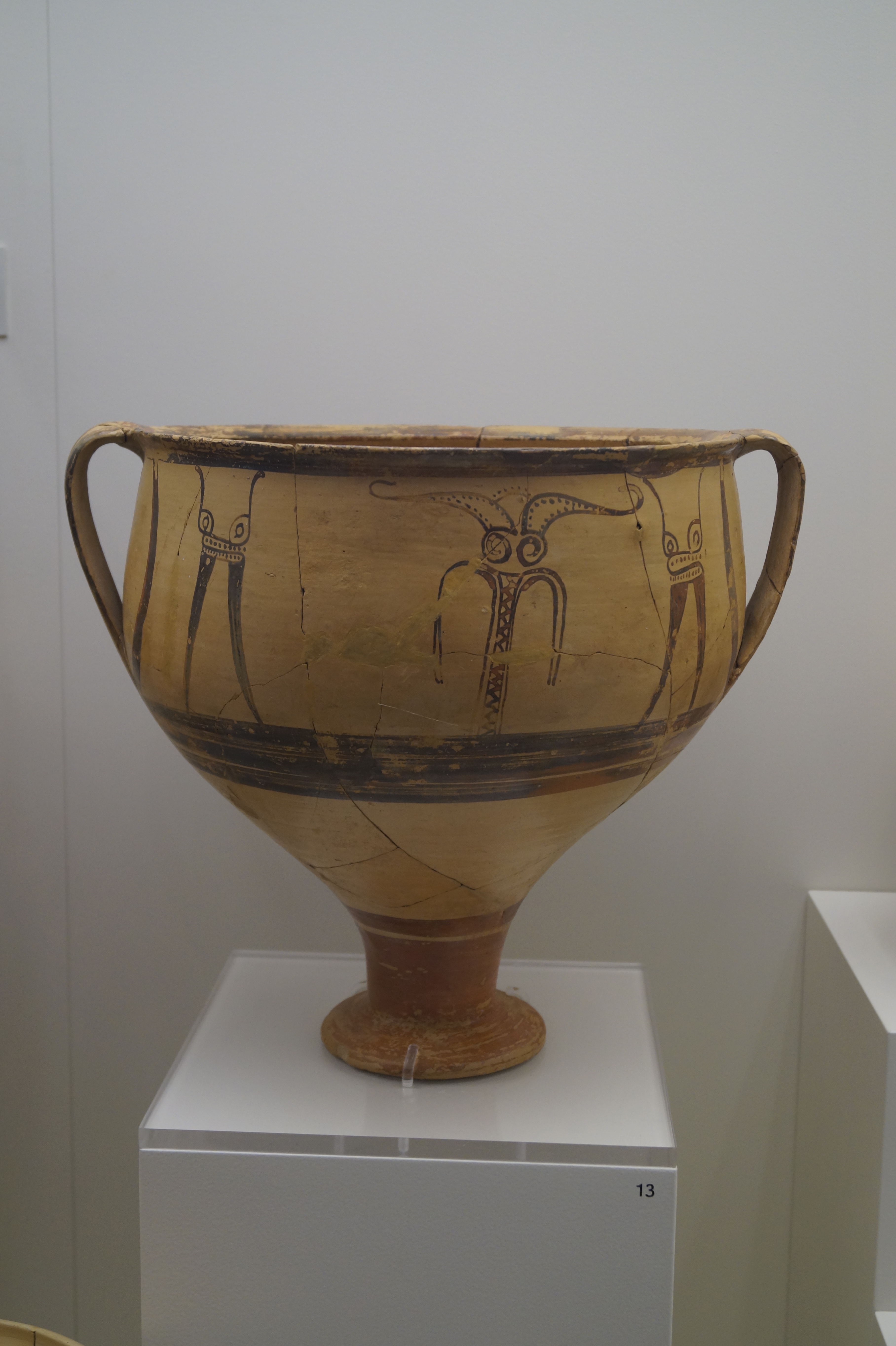
Cratera del període micènic procedent de les tombes de cambra de Jalioti.
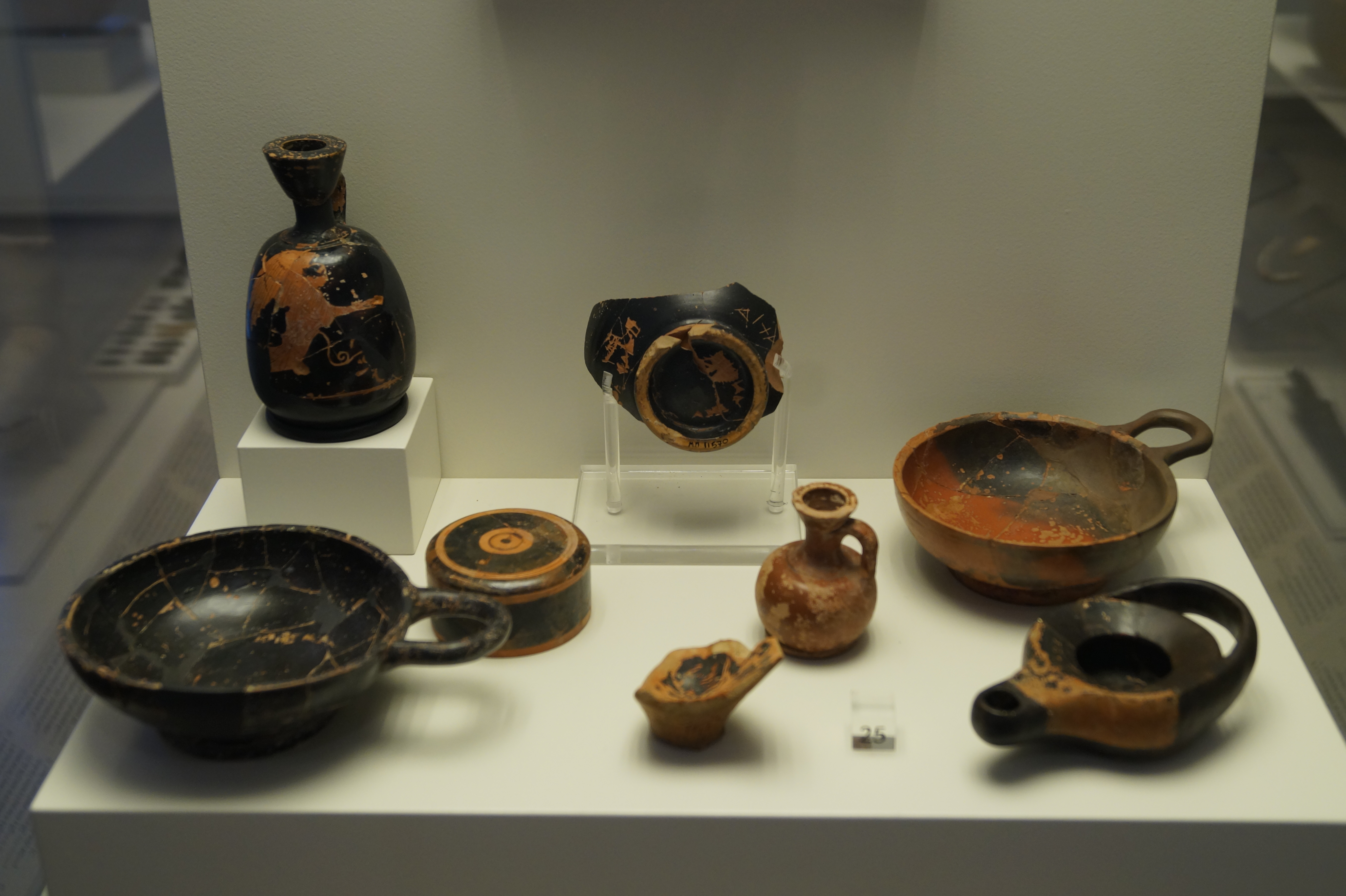
Cerámica de la época clásica procedente de la cueva de Eurípides.